# Quy Nhơn Bình Định FC
Der Quy Nhơn Bình Định Football Club (vietnamesisch Câu lạc bộ bóng đá Quy Nhơn Bình Định) ist ein vietnamesischer Fußballverein aus Quy Nhơn. Aktuell spielt der Verein in der ersten Liga, der V.League 1.

## Vereinsgeschichte
Gleich nach Gründung des Vereins zur Saison 1999/00 gelangte der Club ins Finale der Aufstiegsrunde zur 1. Liga und wäre aufstiegsberechtigt gewesen. Aufgrund einer Ligareform gab es jedoch keinen Aufsteiger. 2000/01 holte man dies aber mit einem zweiten Platz in der neuformierten 2. Liga nach. Als Aufsteiger beendete man die erste Saison in der V-League auf einem beachtlichen 4. Platz. Die höchste Ligaplatzierung folgte im Jahre 2006, mit einem 3. Platz. 2003 und 2004 konnte der Verein den Vietnamesischen Pokal gewinnen und gelangte 2008 noch einmal ins Finale. Dort musste man sich Hà Nội ACB geschlagen geben, welche zum Ende der Saison, ebenso wie Boss Bình Định in die 2. Liga absteigen mussten. Belegte Bình Định 2007 noch einen 6. Platz, reichte es zum Ende der Saison nur zu einem 12. Platz, welcher die Relegations Play-Offs bedeutete. Dort unterlag man FC Đồng Tháp, dem Dritten der 2. Liga.
Der Verein machte mehrere Namensänderungen aufgrund von wechselnden Sponsoren durch. Zuletzt benannte man sich 2008 von Pisico Bình Định in den heutigen Namen um.

## Vereinserfolge

### National
- Vietnamesischer Pokalsieger: 2003, 2004[1]
- Vietnamesischer Pokalfinalist: 2007, 2022

- Vietnamesischer Zweitligameister: 2001, 2020
- Vietnamesischer Zweitligavizemeister: 2010, 2011

- Vietnamesischer Drittligameister: 2017
- Vietnamesischer Drittligavizemeister: 2016

- Ho Chi Minh City Cup: 2021

## Stadion
Seine Heimspiele trägt der Verein im Quy Nhơn Stadium in Quy Nhơn aus. Das Stadion hat ein Fassungsvermögen von 20.000 Personen.
Koordinaten: 13° 46′ 28″ N, 109° 13′ 43″ O

## Ehemalige bekannte Spieler
- Worrawoot Srimaka
- Nirut Surasiang
- Narongchai Vachiraban
- Pipat Thonkanya
- Sarayut Chaikamdee
- Manit Noywech

## Saisonplatzierung
| Saison  | Liga          | Platz                                                  | Vietnamese Cup                                         |
| ------- | ------------- | ------------------------------------------------------ | ------------------------------------------------------ |
| 2015    | Second League | 2. (Gruppe A)                                          |                                                        |
| 2016    | Second League | 1. (Gruppe A)                                          |                                                        |
| 2017    | Second League | 004. (Gruppe A) ▲                                      |                                                        |
| 2018    | V.League 2    | 9.                                                     | Achtelfinale                                           |
| 2019    | V.League 2    | 11.                                                    | 1. Runde                                               |
| 2020    | V.League 2    | 0001. ▲                                                | 1. Runde                                               |
| 2021    | V.League 1    | Die Liga wurde wegen der COVID-19-Pandemie abgebrochen | Die Liga wurde wegen der COVID-19-Pandemie abgebrochen |
| 2022    | V.League 1    | 3.                                                     | Finale                                                 |
| 2023    | V.League 1    | 7.                                                     | Halbfinale                                             |
| 2023/24 | V.League 1    | 2.                                                     | Achtelfinale                                           |

## Trainerchronik
Stand: Oktober 2024
| Trainer            | Nation  | von               | bis             |
| ------------------ | ------- | ----------------- | --------------- |
| Nguyễn Đức Thắng   | Vietnam | 1. Dezember 2019  | 31. August 2023 |
| Bui Doan Quang Huy | Vietnam | 1. September 2023 |                 |